# Tác nhân gây ung thư

Biểu tượng nguy hiểm của tác nhân gây ung thư trong Hệ thống hài hòa toàn cầu về phân loại và ghi nhãn hóa chất

Các tác nhân gây ung thư gồm các chất, đồng vị phóng xạ, tia phóng xạ trực tiếp gây ra bệnh ung thư. Chúng có thể tác động tới quá trình di truyền hoặc quá trình trao đổi chất của tế bào trong cơ thể. Nhiều chất phóng xạ được xem là tác nhân gây ung thư, tuy nhiên nguyên nhân là do nó phát xạ ra tia bức xạ độc hại như tia gamma, hạt alpha. Các tác nhân gây ung thư không phát ra tia bức xạ điển hình là amiăng, dioxin, các hợp chất Alcohol có trong rượu, bia và khói thuốc lá. Mặc dù mọi người thường nghĩ các hóa chất tổng hợp là những tác nhân gây ung thư, trong thực tế các hóa chất tự nhiên cũng có thể gây ra căn bệnh này. Các tác nhân gây ung thư không nhất thiết phải gây nguy hiểm lập tức, chúng tác động một cách từ từ, âm ỉ.
Bản chất của bệnh ung thư là các tế bào bình thường bị hư hại và không trải qua quá trình chết tự nhiên nhanh như tốc độ phân bào của chúng. Các tác nhân gây ung thư có thể tăng nguy cơ mắc bệnh ung thư bằng cách biến đổi quá trình trao đổi chất của tế bào và tác động trực tiếp lên DNA của tế bào, liên quan đến các quá trình sinh học, bao gồm quá trình phân bào không thể điều khiển, ác tính, cuối cùng dẫn đến sự hình thành các khối u. Thông thường, nhiều tổn thương DNA dẫn đến Chết rụng tế bào (cái chết của tế bào), nhưng nếu cái chết tự nhiên của tế bào bị tổn hại, thì tế bào không thể ngăn được bản thân nó trở thành 1 tế bào ung thư.
Có nhiều tác nhân gây ung thư tự nhiên. Aflatoxin B1, được tạo ra từ bào tử của nấm Aspergillus flavus mọc trên các hạt ngũ cốc là một ví dụ, thường gặp đối với các tác nhân gây ung thư từ vi khuẩn trong tự nhiên. Các virus như virus viêm gan B và HPV (virus gây ra bệnh ung thư cổ tử cung) là nguyên nhân gây ung thư ở người. Virus đầu tiên được tìm thấy có khả năng gây ung thư ở động vật đó là virus Rous sarcoma, được phát hiện năm 1910 bởi Peyton Rous. Các sinh vật lây nhiễm khác mà có thể gây ung thư ở người gồm vài loài vi
khuẩn(như Helicobacter pylori) và giun sán (như Opisthorchis viverrini và Clonorchis sinensis).
Dioxin và các hợp chất tương đương, benzen, kepone, EDB, và amiăng đều là những chất gây ung thư. Lần lại những năm 1930, khói công nghiệp và khói thuốc lá đã được xem là những nguồn chứa rất nhiều các chất gây ung thư, bao gồmbenzoapyrene, các nitrosamine đặc biệt của thuốc lá như nitrosonoricotine, và các phản ứng aldehyde như formaldehyde-cũng được dùng để ướp xác và chế biến chấtdẻo. Vinyl chloride, trong nhựa PVC cũng là một chất gây ra ung thư do đó các sản phẩm nhựa PVC cũng ẩn chứa các nguy cơ.
Các hoạt chất ung thư (co-carcinogen) là những hóa chất không nhất thiết tự bản thân chúng gây ra bệnh ung thư, nhưng lại thúc đẩy hành vi gây ung thư của các chất gây ra ung thư khác.
Sau khi các tác nhân gây ung thư đi vào cơ thể, cơ thể sẽ cố gắng cô lập chúng thông qua quá trình biến đổi sinh học. Mục đích là để những chất này dễ tan hơn và do đó có thể dễ dàng đào thải ra khỏi cơ thể hơn. Nhưng quá trình này cũng có thể biến những tác nhân gây ung thư ít độc hại thành những chất độc hại hơn.
DNA có tính ái nhân (nucleophilic), do đó các carbon ái điện tử dễ hòa tan là chất gây ung thư, bởi vì DNA tấn công chúng. Ví dụ, vài alken gây độc bởi các enzyme của người thành một epoxide ái điện tử. DNA tấn công epoxide này, và cô lập chúng vĩnh viễn. Cơ chế này cũng giống như cơ chế gây ung thư của benzoapyrene trong khói thuốc lá, các hóa chất gốc thơm (benzen), bào tử nấm và hơi độc lò.
Chú ý: nhìn chung, các chất polymer không phải là các chất gây nên ung thư, hoặc tác nhân gây đột biến, tuy nhiên các monomer (đơn chất tham gia vào quá trình tạo thành polymer) còn sót lại hoặc các chất phụ gia có thể làm hại đến gen người.

## Phóng xạ
CERCLA thừa nhận tất cả các đồng vị phóng xạ đều là chất gây ung thư, cho dù chúng phóng ra tia phóng xạ nào (alpha, beta, gamma, hoặc nơ tron) và cường độ phóng xạ như thế
nào, chúng dẫn đến gây ion hóa các mô, và cường độ phơi bức phóng xạ quyết định nguy cơ gây bệnh. Mức độ gây ra ung thư của phóng xạ phụ thuộc vào dạng bức xạ, dạng phơi nhiễm, và độ xâm nhập. Ví dụ, tia alpha có độ xâm nập thấp và không gây hại khi ở bên ngoài cơ thể người, nhưng sẽ là tác nhân gây ung thư nếu như hít vào hoặc nuốt phải.
Ví dụ, Thorotrast, một chất ở thể vẫn trước dây vẫn được dùng để làm môi trường phản xạ trong chẩn đoán dùng x-quang, là một tác nhân gây ung thư tiềm tàng ở người đã được biết đến do nó tồn trữ trong rất nhiều các cơ quan nội tạng và phát ra vĩnh viễn các phân tử alpha.
Không phải tất cả các dạng sóng điện từ đều có thể gây ung thư. Các sóng mang năng lượng thấp trong phổ điện từ bao gồm sóng radio, sóng vi ba, sóng hồng ngoại và ánh sáng nhìn thấy là không thể gây ung thư, vì chúng không đủ năng lượng để phá vỡ các liên kết hóa học. Rõ ràng khả năng gây ung thư của các bức khả phi ion hóa này chưa có kết luận, nhưng những trường hợp ghi nhận được trong các tài liệu về những nhân viên trực radar với thời gian phơi nhiễm lâu dài rõ ràng nguy cơ bị ung thư tăng lên đáng kể. Các tia bức xạ
mang năng lượng cao, bao gồm tia cực tím (có trong ánh nắng mặt trời), tia x, và tia gamma, nhìn chung có khả năng gây ung thư, nếu bị nhiễm đủ liều.
Các bức xạ có mức ion hóa thấp cũng có thể gây tổn hại tới DNA tới mức không thể sửa chữa được (dẫn đến các lỗi sao chép và tái tạo cần thiết làm hình thành các khối u hoặc tạo điều kiện cho virus tấn công) dẫn đến sự lão hóa sớm và ung thư.
Các chất hoặc thực phẩm được chiếu các tia electron hoặc điện từ (như sóng vi ba, tia x, hoặc gamma) đều không gây ra ung thư. Ngược lại, các tia nơ trong không có tính điện từ được tạo ra trong các phản ứng nguyên tử có thể tạo ra bức xạ thứ cấp thông qua quá trình phân rả hạt nhân.

## Các chất gây ung thư trong đồ ăn nhanh
Nấu nướng ở nhiệt độ cao, như các món thịt nướng hoặc thịt quay, có thể tạo ra một lượng nhỏ nhiều chất có khả năng gây ung thư có thể so sánh ngang với những chất gây ung thư được tìm thấy trong khói thuốc (như benzoapyrene). Việc nấu thức ăn bị cháy (khét) tương tự như việc đốt thuốc, và tạo ra lượng chất gây ung thư tương tự. Có nhiều sản phẩm của sự nhiệt phân gây ung thư, như các hydrocarbon gốc thơm đa nhân, được chuyển hóa bởi các enzim người thành các epoxide, thành phần gắn liền vĩnh cửu với DNA. Các sản phẩm thịt được nấu trước trong lò vi sóng khoảng 2-3 phút trước khi đem lên nướng làm giảm thời gian quay trên vỉ nướng, và loại bỏ các amin vị vòng, giúp giảm thiểu
sự hình thành các chất gây ung thư.
Các báo cáo từ cơ quan tiêu chuẩn thực phẩm (FDA) cho biết rằng các acrylamide động vật gây ung thư có trong các sản phẩm chiên rán hoặc các thực phẩm carbohydrate quá nhiệt (Như khoai tây chiên). Những nghiên cứu đang thực hiện tại FDA và các cơ quan tương đương của châu Âu đang xử lý các nguy cơ tiềm ẩn của chúng đối với con người.

## Chất gây ung thư trong thuốc lá
Cadmi
Nicotin

## Các cơ chế gây ung thư
Các chất gây ung thư có thể được phân loại thành các chất có tác động tới gen người hoặc các chất không tác động tới gen người. Các chất gây ung thư tác động tới gen người (Genotoxin) gây ra các nguy cơ lên bộ gen người không thể phục hồi được hoặc gây đột biến bằng cách liên kết với DNA. Các chất gây thư tác động tới gen người bao gồm các chất hóa học như N-nitroso-N-methylurea (NMU) hoặc các yếu tố phi hóa học như tia cực tím hoặc bức xạ ion hóa. Một số loại
virus nhất định cũng có thể gây ung thư bằng cách tác động tới DNA.
Các chất gây ung thư không tác động tới gen người không tác động trực tiếp đến DNA nhưng có thể tác động theo các cách khác để kích thích ung thư phát triển. Chúng bao gồm các nội tiết tố và vài hợp chất hữu cơ.
Bảng phân loại các chất gây ung thư:
| Sự tương đương gần giống giữa các bảng xếp loại |         |                      |        |        |  |
| IARC                                            | GHS     | NTP                  | ACGIH  | EU     |  |
| Group 1                                         | Cat. 1A | Known                | A1     | Cat. 1 |  |
| Group 2A                                        | Cat. 1B | Reasonably suspected | A2     | Cat. 2 |  |
| Group 2B                                        | Cat. 1B | Reasonably suspected | A2     | Cat. 2 |  |
| Cat. 2                                          |         | A3                   | Cat. 3 |        |  |
| Cat. 2                                          | Group 3 | A3                   | Cat. 3 |        |  |
|                                                 | A4      |                      |        |        |  |
| Group 4                                         | A5      |                      |        |        |  |

Cơ quan Quốc tế về Nghiên cứu Ung thư
Tổ chức nghiên cứu ung thư quốc tế (IARC) là một cơ quan liên chính phủ thành lập năm 1965, là một bộ phận của tổ chức sức khỏe thế giới WHO thuộc Liên hợp quốc. Có trụ sở tại Lyon, Pháp. Từ 1971, IARC đã xuất bản một sê ri các tài liệu chuyên khảo về ước lượng các nguy cơ gây ung thư cho con
người, những tài liệu này đã có ảnh hưởng lớn tới việc phân loại các nguy cơ có thể gây ung thư.
- Nhóm 1: chất (hoặc hỗn hợp) mà chắc chắn gây ung thư cho người. Khi bị phơi nhiễm thì chắc chắn sẽ gây ung thư cho người.
- Nhóm 2A: Những chất (hoặc hỗn hợp) hầu như chắc chắn gây ung thư cho người. Khi bị phơi nhiễm hầu như chắc chắn sẽ gây ung thư cho người.
- Nhóm 2B: Những chất (hoặc hỗn hợp) có thể gây ung thư cho người. Khi bị phơi nhiễm có thể sẽ gây ung thư cho người.
- Nhóm 3: Những chất (hoặc hỗn hợp hoặc tình huống phơi nhiễm) không thể xếp loại vào tác nhân có thể gây ung thư cho người.
- Nhóm 4: Những chất (hoặc hỗn hợp) hầu như chắc chắn không thể gây ung thư cho người.

Globally Harmonized System
Globally Harmonized System of Classification and Labelling of Chemicals (GHS) (Hệ thống thống nhất toàn cầu các xếp loại và nhãn hiệu hóa chất) là một cố gắng đầu tiên của Liên hợp quốc để thống nhất nhiều hệ thống nhận diện độ nguy hiểm của hóa chất khác nhau đang tồn tại (đến tháng 3/2009) trên toàn cầu. Nó phân loại các tác nhân gây ung thư thành 2 nhóm chính, sau đó được chia nhỏ thành các nhóm con:
- Nhóm 1: đã biết hoặc được coi như có khả năng gây ung thư cho người
- Nhóm 1A: đánh giá dựa trên chủ yếu là các biểu hiện ở người
- Nhóm 1B: đánh giá dựa trên chủ yếu là các biểu hiện ở động vật
- Nhóm 2: các chất khả nghi gây ung thư cho người.

Chương trình độc chất học Hoa Kỳ
Chương trình này thuộc văn phòng sức khỏe và dịch vụ
chăm sóc con người của Mỹ có trách nhiệm tạo ra một bản báo cáo 2 năm 1 lần về các tác nhân gây ung thư. Vào tháng 6 năm 2011, bản báo cáo gần đây nhất là bản báo cáo lần thứ 12. Nó phân loại các tác nhân gây ung thư thành 2 nhóm:
- Những tác nhân gây ung thư cho con người đã biết
- Khả nghi hợp lý là một tác nhân gây ung thư cho người

American Conference of Governmental Industrial Hygienists
Là một tổ chức tư nhân nổi tiếng vì đã cho xuất bản threshold limit values (TLVs) (các giá trị ngưỡng giới hạn) về các phơi nhiễm thuộc bệnh nghề nghiệp và các chuyên khảo về các nguy cơ hóa học tại nơi làm việc. Nó đánh giá khả năng bị ung thư như một phần của đánh giá lớn hơn về các nguy cơ của hóa chất trong các ngành nghề.
- Nhóm A1: tác nhân chắc chắn gây ung thư
- Nhóm A2: tác nhân bị nghi ngờ là có khả năng gây ung thư
- Nhóm A3: tác nhân chắc chắn gây ung thư cho động vật nhưng chưa chắc có thể gây ung thư cho người
- Nhóm A4: Không thể phân loại vào tác nhân gây ung thư ở người được
- Nhóm A5: Không bị nghi ngờ có thể gây ung thư cho người

Xem thêm về:
- Liên minh châu Âu
- Úc
Procarcinogen
Một procarcinogen là một tiền chất của một tác nhân gây ung thư. Ví dụ, nitrite có trong thực đơn hàng ngày. Bản thân chúng không phải là tác nhân gây ung thư, nhưng chúng lại biến thành nitrosamine khi đi vào cơ thể, chất này lại là chất gây ung thư.

## Các tác nhân gây ung thư phổ biến
Tác nhân gây ung thư theo nghề nghiệp
Đó là các nguy cơ bị ung thư khác nhau tùy theo ngành nghề khác nhau:
| Tác nhân gây ung thư                                                                                              | Dạng ung thư                                                                            | Nguồn gây ung thư |
| Arsenic và các hợp chất của nó                                                                                    | Phổi Da Hemangiosarcoma                                                                 | Các phụ phẩm trong quá trình luyện kim Thành phần có trong: Hợp kim Các thiết bị điện và bán dẫn Dược phẩm (như melarsoprol) Thuốc diệt cỏ Thuốc diệt nấm Xác động vật ngâm (rượu...) Nước uống từ tầng đất bị ô nhiễm. |
| A mi ăng | Phổi Bệnh bụi amiăng Đường tiêu hóa U trung biểu mô màng phổi U trung biểu mô màng bụng | Không được sử dụng rộng rải, nhưng có thể tìm thấy trong: Xây dựng Giấy lợp Gạch nền Sợi dệt may chống lửa Lót ma sát (chỉ ở bên ngoài châu Âu) Lớp lót ma sát thay thế cho xe ô tô vẫn có thể chứa amiăng              |
| Benzen | Bệnh bạch cầu (ung thư máu) Hodgkin lymphoma                                            | Dầu thắp sáng Trước kia được dùng làm dung môi và thuốc xông In ấn In bản thạch Thuốc màu (để vẽ) Cao su Tẩy khô hóa học Chất kết dính (keo) Chất phủ ngoài Thuốc tẩy                                                   |
| Beryli và các hợp chất của nó                                                                                     | Phổi                                                                                    | Nhiên liệu tên lửa Các hợp kim trọng lượng nhẹ Các ứng dụng trong không gian Các lò phản ứng hạt nhân |
| Cadmi và các hợp chất của nó                                                                                      | Tuyến tiền liệt                                                                         | Các chất nhuộm màu vàng Phosphor Các chất dùng để hàn Pin, ac qui Sơn phủ kim loại |
| Các hợp chất hóa trị 6 của Crôm                                                                                   | Phổi                                                                                    | Sơn Nhuộm Chất bảo quản |
| Khí thải động cơ IC                                                                                               | Phổi[21] Bàng quang[21]                                                                 | Khí thải từ động cơ |
| Oxide Ethylen | Bệnh bạch cầu (ung thư máu)                                                             | Chất làm chín cho hoa quả và các loại hạt Nhiên liệu tên lửa Chất xông hơi cho thực phẩm và các sản phẩm dệt may Chất khử trùng cho các thiết bị y tế                                                                   |
| Niken (kền) | Mũi Phổi                                                                                | Mạ kền Hợp kim sắt Đồ gốm sứ Pin Sản phẩm phụ của hàn thép không rỉ |
| Radon và các sản phẩm phân rã của nó                                                                              | Phổi                                                                                    | Phân rã Uranium Mỏ đá và mỏ khoáng sản Hầm lò và những nơi thông gió kém |
| Vinyl chloride (CH2:CHCL)                                                                                         | Hemangiosarcoma Gan                                                                     | Chất làm lạnh Sản xuất polyvinyl chloride Keo dán nhựa Trước kia được sử dụng để làm các thùng chứa/bình áp lực |
| Làm việc theo ca có liên quan đến gián đoạn nhịp sinh học                                                         | Vú                                                                                      | |
| Hút thuốc thụ động                                                                                                | Phổi                                                                                    | |
| Radium -226, Radium - 224, Plutoni- 238, Plutonium -239 và hạt alpha khác phát thải với trọng lượng nguyên tử cao | Xương (chúng được dùng để phát hiện/chụp xương) Gan                                     | Xử lý nhiên liệu hạt nhân Sản xuất đồng hồ Radium |

Khác
· Xăng dầu (chứa các chất thơm)
· Chì và các hợp chất của nó
· Hóa chất chống ung thư Alkyl (ví dụ: mechlorethamine)
· Các chất Alkyl khác (ví dụ dimethyl sulfate)
· Tia cực tím từ mặt trời và đèn UV
· Rượu (thức uống có cồn) (gây bệnh ung thư gan và ung thư mật)
· Các tia ion hóa khác (tia X, tia gamma,...)
Những tác nhân chính gây nên bốn loại ung thư phổ biến nhất thế giới
Bốn loại ung thư phổ biến nhất thế giới gồm: ung thư phổi, ung thư vú, ung thư ruột kết và ung thư dạ dày. bốn loại ung thư này chiếm tới 41% trường hợp bị ung thư và 42% trường hợp chết vì ung thư.
Ung thư phổi
Là loại ung thư phổ biến nhất trên
thế giới, vừa ở số ca mắc (1.6 triệu ca mắc, 12.7% trên tổng số các ca mắc bệnh
ung thư) và vừa ở số trường hợp tử vong (1.4 triệu người, 18.2% trong tổng số
các ca tử vong do bệnh ung thư). Ung thư phổi chủ yếu gây ra bởi khói thuốc lá. Tỉ lệ ước tính tại Mỹ, khói thuốc lá chịu trách nhiệm gây ra ung thư phổi khoảng
90% số ca mắc bệnh. Các yếu tố khác gây ra bệnh ung thư phổi có thể tác động
tương hỗ với khói thuốc, vì vậy có thể quy cho khói thuốc lá chịu trách nhiệm vì gây ra bệnh ung thư cho người lên tới 100%. Các yếu tố này là bị phơi nhiễm các tác nhân gây ra ung thư do nghề nghiệp (khoảng 9-15%), randon (10%), ô nhiễm không khí ngoài trời (1-2%). Khói thuốc lá là hỗn hợp của hơn 5300 hóa chất đã nhận dạng được. Chất gây ung thư quan trọng nhất trong khói thuốc lá đã được xác định bởi phương pháp "Margin of Exposure" (Biên độ phơi nhiễm). Sử dụng cách tiếp cận này, những hợp chất gây ung thư chủ
yếu xếp theo thứ tự nguy hiểm gồm acrolein, formaldehyde, acrylonitrile, 1,3-butadiene, cadmi, acetaldehyde, ethylene oxide and isoprene. Hầu hết các chất này đều gây tổn hại tới DNA bằng cách tạo thành các liên kết với DNA hoặc làm biến đổi DNA. DNA bị tổn thương gây ra lỗi cho quá trình sửa chữa hoặc sao chép DNA. Những lỗi xảy ra trong quá trình sửa chữa hoặc sao chép DNA có thể gây ra sự đột biến trong các khối u hoặc các gen đột biến sinh ra ung thư.
Ung thư vú
Ung thư vú phổ biến xếp hàng thứ 2 (1,4 triệu ca bị, 10,9%), nhưng tỉ lệ tử vong chỉ xếp hàng thứ 5 (458.000, 6,1%). Nguy cơ ung thư vú liên quan tới nồng độ estrogen (hormone sinh dục nữ) cao liên tục trong máu. Estrogen gây ra ung thư vú bằng 3 quá trình; (1) trao đổi chất của estrogen với genotoxic, các chất gây ung thư bằng đột biến, (2) kích thích của sự sinh trưởng mô, và (3) sự ức chế của các enzym giải độc phasea t II biến đổi ROS dẫn đến tăng nguy cơ oxy hóa DNA, estrogen chính ở người, estradiol, có thể được trao đổi
chất với các dẫn xuất quinone tạo thành các liên kết với DNA. Những dẫn xuất này có thể gây ra sự tách khử purin (depurination), tháo gỡ những căn cứ từ sườn phosphodiester của DNA, kéo theo việc sửa lỗi không chính xác hoặc việc tái tạo apurinic site dẫn đến sự biến đổi DNA và thậm chí gây nên ung thư. Cơ chế genotoxic có thể tác động tương hỗ với thụ thể estrogen-trung gian, tế bào lỳ lợm này tăng trưởng nhanh chóng cuối cùng dẫn đến bệnh ung thư vú. Yếu tố di truyền, chế độ ăn uống và các tác nhân môi
trường là nguyên nhân làm cho DNA bị tổn thương và sinh ra ung thư vú.
Ung thư ruột kết
Ung thư ruột kết đứng thứ 3 trong số những dạng ung thư phổ biến nhất,1,2 triệu trường hợp phát hiện được (9.4%), 608.000 tử vong (8%). Hút thuốc lá có lẽ chịu trách nhiệm cho khoảng 20% số trường hợp ung thư ruột kết ở Mỹ. Thêm vào đó, thực tế rõ ràng liên quan tới acid ở túi mật là một nhân tối quan trọng trong ung thư ruột kết. Mười hai nghiên cứu (tổng kết tại Bernstein) chỉ ra rằng acid túi mật deoxycholic acid (DCA) và/hoặc lithocholic acid (LCA) có thể gây ra tổn thương cho DNA các loại oxy phản ứng và/hoặc các loại nitơ phản ứng trong tế bào ruột kết của người hoặc động vật. Ngoài ra 14 nghiên cứu cũng chỉ ra rằng DCA và LCA gây ra tổn thương cho DNA trong các tế bào ruột kết. 27 nghiên cứu cũng chỉ ra rằng acid trong túi mật có thể gây ra cái chết được lập trình cho tế bào(apoptosis). Apoptosis tăng có thể gây ra việc sống sót có lựa chọn của các tế bào ngăn cản quá trình apotosis. Các tế bào ruột kết bị giảm khả năng thực hiện apoptosis chịu trách nhiệm gây ra các tổn thương cho DNA có khuynh hướng tụ hợp lại với nhau, và thế là chúng gây ra căn bệnh ung thư ruột kết. Các nghiên cứu dịch tễ học đã khám phá ra rằng việc tập trung chất cặn của acid trong túi mật sẽ tăng trong nhóm người có khả năng mắc bệnh ung thư ruột kết cao. Việc tăng lượng mỡ hoặc chất béo bão hòa trong khẩu phần ăn làm tăng cao lượng DCA và LCA trong phân và làm tăng tiếp xúc giữa biểu mô ruột kết và các acid mật. Khi acid mật DCA đã được thêm vào khẩu phần ăn tiêu chuẩn của những con chuột hoang, di căn ung thư ruột kết đã lên tới 56% ở lũ chuột sau 8-10 tháng. Nói chung, những bằng chứng gía trị chỉ ra rằng DCA và LCA là những yếu tố quan trọng gây ra tổn thương cho DNA dẫn đến ung thư ruột kết.
Ung
thư dạ dày:
Ung thư dạ dày là loại ung thư phổ biến nhất thứ tư [ 990.000 trường hợp phát hiện được (7,8%), 738.000
trường hợp tử vong (9,7%) ]. Nhiễm trùng Helicobacter pylori là tác nhân chính gây ra bệnh ung thư dạ dày. Viêm dạ dày mãn tính do H. pylori gây ra thường kéo dài nếu không được điều trị kịp thời. Nhiễm trùng tế bào biểu mô dạ dày với H. pylori gây tăng lượng vi khuẩn phản ứng oxi (ROS). ROS gây ra tổn thương oxy hóa DNA gồm các thay đổi lớn cơ bản 8 - hydroxydeoxyguanosine (8-OHdG). 8-OHdG là hậu quả do ROS tăng vì viêm dạ dày mãn tính. Cơ sở DNA bị thay đổi có thể gây ra lỗi trong quá trình sao chép DNA, nguyên nhân gây đột biến
và có tiềm năng gây ra ung thư. Như vậy ROS do H. pylori gây ra dường như là chất gây ung thư chính trong ung thư dạ dày vì gây tổn thương oxy hóa DNA dẫn đến đột biến gây ung thư.
(1) Oxidative DNA: oxy hóa DNA
(2) Hemangiosarcoma: là một dạng phát triển nhanh chóng, có khả năng xâm lấn cao,
hầu như chỉ xảy ra ở chó và hiếm khi ở mèo. Nó là một dạng sarcoma phát sinh từ lớp niêm mạc
của các mạch máu; có nghĩa là, các kênh và không gian chứa đầy máu thường được quan sát dưới kính hiển vi.
Một nguyên nhân gây tử vong thường xuyên là sự đứt gãy của khối u này, khiến bệnh nhân bị mất máu quá nhanh
dẫn đến cái chết
Thuật ngữ angiosarcoma, khi được sử dụng mà không sửa đổi, thường đề dùng để chỉ hemangiosarcoma.
Tuy nhiên, glomangiosarcoma (8710/3) và lymphangiosarcoma (9170/3) là những điều kiện riêng biệt. Hemangiosarcomas
thường liên quan với việc tiếp xúc với hóa chất độc hại thorium dioxide (Thorotrast), vinyl chloride, và asen.
Hemangiosarcoma trên da của một chú chó
Hemangiosarcoma trong lách của một chú chó
(3) quinone: một lớp các hợp chất thơm màu vàng bao gồm nhiều hợp chất sinh học quan trọng như coenzyme hoặc chất nhận hoặc vitamin; được sử dụng làm thuốc nhuộm;
(4) thụ thể Estrogen:  là một nhóm các protein được tìm thấy bên trong các tế bào. Chúng là nhưng thụ thể được
kích hoạt bởi nội tiết tố estrogen (17β-estradiol). 2 lớp thụ thể của estrogen là: ER, và GPER.
(5) apoptosis:  một dạng chết của tế bào, trong đó các tế bào sử dụng cơ chế tế bào chuyên biệt để giết chính nó; cơ
chế tự sát của tế bào cho phép động vật đa bào kiểm soát số lượng tế bào và loại
bỏ các tế bào có thể đe dọa sự sống còn của động vật đó;